# 涼宮ハルヒの弦奏
『涼宮ハルヒの弦奏』（すずみやハルヒのげんそう）は、2009年4月29日に東京厚生年金会館で行われた、テレビアニメ『涼宮ハルヒの憂鬱』の劇中歌を演奏したクラシックコンサートイベント、およびそれを収録したアルバム・DVDのタイトル名。

## 概要
劇中で使用された曲をクラシック調にアレンジし、東京フィルハーモニー交響楽団によるオーケストラで演奏するクラシックコンサートであった。
開催から2ヶ月後「ランティス」からライブCDとして発売（販売元：バンダイビジュアル）、翌年2010年2月にはライブ映像を収録したDVDが角川書店から発売された（販売元：ムービック）。
司会は、谷口役の白石稔と国木田役の松元恵、そして解説はテレビアニメ本編で音楽を担当した神前暁が担当した。
ゲストとして呼ばれたテレビアニメで涼宮ハルヒ役を演じた平野綾と、長門有希役を演じた茅原実里が一部の曲を歌った。
CDジャケットには「長門有希」がヴァイオリンを弾いている様子が、DVDジャケットには「涼宮ハルヒ」が燕尾服を着て指揮をしている様子が描かれている。
2024年1月20日には、川口総合文化センターメインホールにてリバイバル公演「涼宮ハルヒの弦奏 Revival」を開催。涼宮ハルヒシリーズのアニメシリーズにて音楽プロデューサーを務めた斎藤滋が代表を務めるハートカンパニーが編成するオーケストラ「Heartbeat Symphony」が演奏を担当、KADOKAWA公式オンラインショップ「カドカワストア」にてライブ映像を収録したBlu-rayを5月末までの完全受注生産で8月に発売を予定する。

## 収録曲
- 全15曲編成
- 太字は歌唱曲。その他は演奏のみの楽曲である。

1. 恋のミクル伝説
2. いつもの風景〜激烈で華麗なる日々
3. 最強パレパレード
4. 悲劇のヒロイン〜非日常への誘い〜ビーチバカンス
バイオリンソロ：由良浩明
5. 好調好調～みくるのこころ〜小さくても素敵な幸せ～おいおい〜コミカルハッスル
6. 冒険でしょでしょ?
歌：涼宮ハルヒ（平野綾）
7. 交響曲第7番ハ長調作品60「レニングラード」第1楽章より
作曲：ショスタコーヴィチ
8. 素直な気持ち～ある雨の日～ハルヒの想い
ピアノソロ：本田聖嗣
9. ザ・ミステリアス〜TV朝倉涼子の真実〜冬の足音
10. Lost my music
歌：涼宮ハルヒ（平野綾）
11. SOS団始動!〜何かがおかしい
12. 雪、無音、窓辺にて。
歌：長門有希（茅原実里）
13. のどかな商店街〜ユキ登場〜ピンチっぽい!〜ミクル変身！そして戦闘！～大団円
14. ハレ晴レユカイ
15. God knows...
歌：涼宮ハルヒ（平野綾）